# 오수불
오수불(烏須弗, ?~?)은 발해의 관리로, 발해사의 대사로서 동행했다. 발해 내에서의 정확한 관직은 불명확하다.

## 생애
일본으로 간 목적은 이전의 일본 사신 나이이우(內雄)가 귀국한 지 10년이 되었는데도 아무런 소식이 없고, 일전에 먼저 일본으로 보낸 일만복과 일행이 아직 귀국하지 않았기 때문이라고 한다.
하지만 일본 조정에서는 이번에 가져온 국서가 전에 일만복 때와 마찬가지로 형식이 전례에 어긋나고 내용 또한 무례하다며, 발해 사신의 입경을 허락하지 않고 녹과 돌아갈 식량을 주어 발해로 돌려보냈다.

## 참고 자료
- 『続日本紀』4　新日本古典文学大系15　岩波書店、1995年
- 宇治谷孟『続日本紀 （下）』講談社〈講談社学術文庫〉、1995年
- 森田悌『日本後紀 （上）』講談社〈講談社学術文庫〉、2006年